# Шожма (муніципальне утворення Няндомське)
Шожма (рос. Шестиозерский) — поселок в Няндомському районі Архангельської області Російської Федерації.
Населення становить 362 особи. Входить до складу муніципального утворення Няндомський муніципальний округ.

## Історія
До 2022 року входило до складу муніципального утворення Няндомське поселення.

## Населення
1. Н/Д[2]